# Claudia De Smet
Pour les articles homonymes, voir de Smet.
Répertoire
Annonciation
Claudia De Smet, née en 1973 en Belgique, est une danseuse belge de danse contemporaine, membre et assistante chorégraphe du Ballet Preljocaj dirigé par Angelin Preljocaj.

## Biographie
Claudia De Smet commence par la gymnastique avant de s'orienter vers la danse à l'âge de dix ans. Elle travaille plus tard avec le centre chorégraphique Charleroi/Danses et intègre en 1995 le Ballet Preljocaj alors résident dans le centre culturel de Châteauvallon. Elle participe activement à la création L'Annonciation, duo chorégraphique où elle interprète l'archange Gabriel. Pendant six années elle sera de toutes les créations d'Angelin Preljocaj, notamment de L'Anoure et de Roméo et Juliette, avant de partir et de travailler avec d'autres compagnies. En 2004, elle revient dans le Ballet Preljocaj, notamment pour la version filmée de l'Annonciation et quelques autres chorégraphies (dont Les Quatre Saisons), puis pour assumer les fonctions de répétitrice et d'assistante chorégraphe de la compagnie située depuis à Aix-en-Provence.
En 1997, elle obtient avec Julie Bour (qui tient le rôle de la vierge annoncée), un Bessie Award à New York pour leur interprétation de l'Annonciation au Joyce Theater.